# Dianthus crassipes
Dianthus crassipes é uma espécie de planta com flor pertencente à família Caryophyllaceae. 
A autoridade científica da espécie é R.Roem., tendo sido publicada em Linnaea 25: 11. 1852.

## Portugal
Trata-se de uma espécie presente no território português, nomeadamente em Portugal Continental.
Em termos de naturalidade é endémica da Península Ibérica.

## Protecção
Não se encontra protegida por legislação portuguesa ou da Comunidade Europeia.